# Tanjung Sari (Jenangan)
Tanjung Sari is een bestuurslaag in het regentschap Ponorogo van de provincie Oost-Java, Indonesië. Tanjung Sari telt 2616 inwoners (volkstelling 2010).